# Bill Graham Civic Auditorium
El Bill Graham Civic Auditorium, conocido hasta 1992 como San Francisco Civic Auditorium, es un pabellón multiusos situado en la ciudad de San Francisco, California. Tiene una capacidad para 7000 espectadores y fue construido para la Exposición Universal de San Francisco de 1915.

## Historia
Fue construido en 1915, para la Exposición Universal de aquel año. Fue la sede de los San Francisco Warriors, actuales Golden State Warriors, de la NBA entre 1964 y 1966.

## Eventos

### Eventos deportivos
En 1979 albergó la final de la Copa Davis entre Estados Unidos e Italia, ganando el equipo anfritrión por un contundente 5-0, con un equipo encabezado por John McEnroe y Vitas Gerulaitis.

### Conciertos y espectáculos
Hasta en cinco ocasiones ha actuado Bob Dylan en el recinto, la primera de ellas en 2001 y la última en 2012. Otros artistas internacionales que han actuado allí han sido Kesha, Juanes o Raphael en su gira mundial de 2013-2014, además, la cantante y compositora colombiana Shakira brindó en el recinto un concierto privado el 7 de septiembre de 2018 como parte del Rakuten Optimism.
Allí se celebró la fase de grupos del Season 2016 League of Legends World Championship.

### Presentaciones empresariales
En 2016 albergó la presentación de nuevos productos tecnológicos de Apple. Como por ejemplo los nuevos IPhone 7 Y IPhone 7 Plus